# Chiesa della Natività di Maria Santissima (Fiscaglia)
La chiesa della Natività di Maria Santissima è la parrocchiale di Migliaro, frazione del comune sparso di Fiscaglia, in provincia di Ferrara e arcidiocesi di Ferrara-Comacchio; fa parte del vicariato di San Cassiano e risale al XIII secolo

## Storia

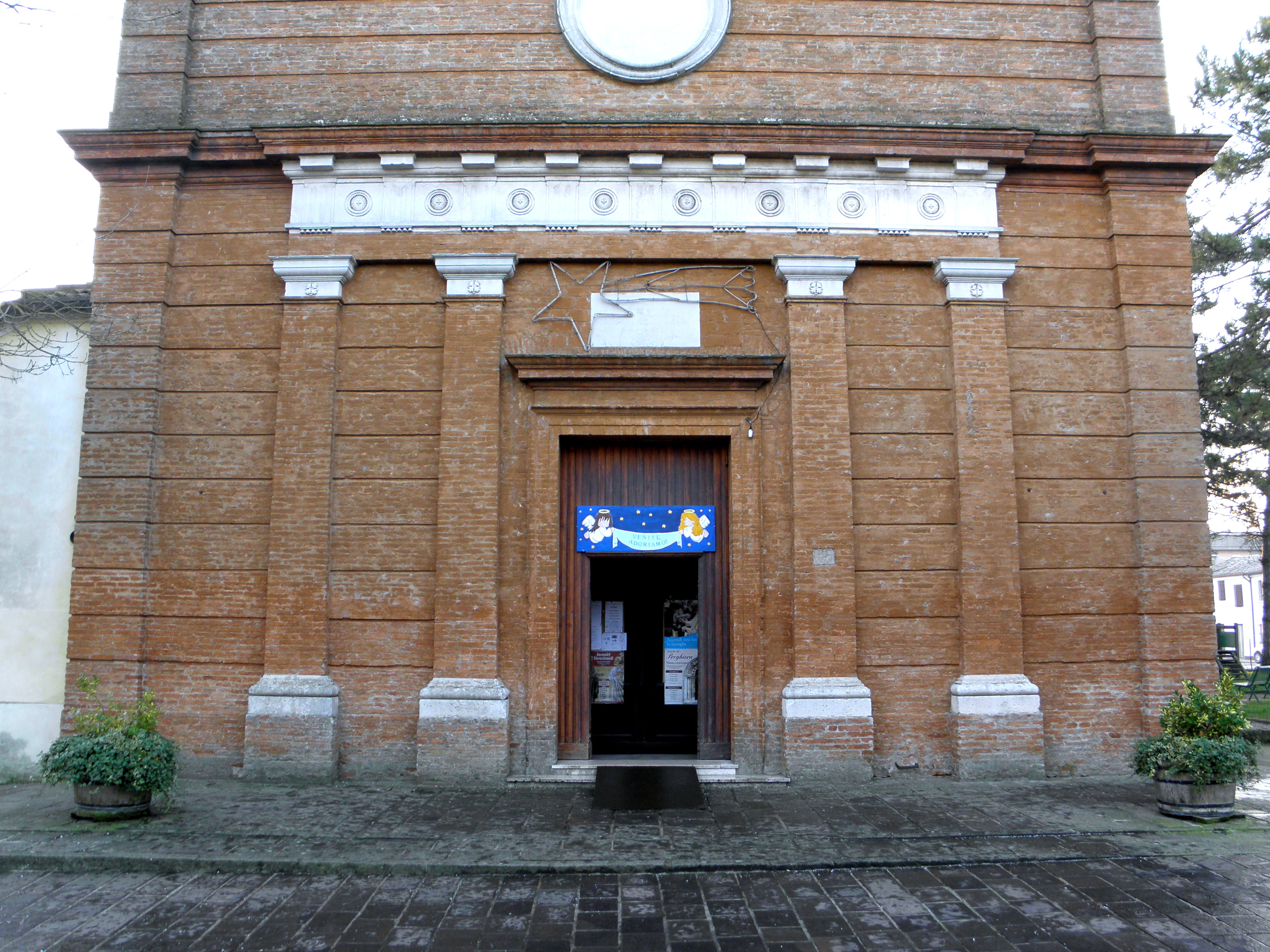
Particolare dell'ordine inferiore della facciata

Nel 1221 la primitiva chiesa di Migliarino risultava filiale della pieve di San Pietro Apostolo di Massa Fiscaglia poi fu resa direttamente dipendente dalla Santa Sede quindi indipendente da qualunque diocesi. La prima citazione della chiesa a Migliaro risale a un documento datato 21 maggio 1240 nel quale è scritto che papa Gregorio IX l'assegnò alla diocesi di Cervia in seguito alla soppressa condizione nullius dioecesis della suddetta pieve.
 La chiesa recente venne costruita su progetto di Iacopo Astorri in stile neoclassico tra il 1842 ed il 1846. Nel 1947 dal punto di vista della giurisdizione ecclesiastica passò dalla diocesi di Cervia alla diocesi di Comacchio e nel 1986 confluì nell'arcidiocesi di Ferrara-Comacchio. Nel 2014 venne realizzato l'adeguamento liturgico e fu collocato il nuovo altare rivolto verso l'assemblea.

## Descrizione
La facciata è divisa in due ordini da una cornice marcapiano; nel registro inferiore - ai lati del portale - si trovano quattro lesene, mentre in quello superiore un piccolo rosone è murato. L'interno è a un'unica navata e con soffitto a botte ribassata; la navata termina con il presbiterio - al quale è addossata la torre campanaria -, chiuso dell'abside semicircolare.